# Chandralekha
Chandralekha Prabhudas Patel (* 6. Dezember 1928 in Wada, Maharashtra; † 30. Dezember 2006 in Chennai, Tamil Nadu) war eine indische Tanzkünstlerin und Choreografin.

## Leben
Chandralekha galt als die Grande Dame des modernen indischen Tanzes und war zugleich auch seine kontroverseste Choreografin. Als Star des klassischen Tanzes Bharatnatyam in den 1950er und 1960er Jahren wandte sie sich später vom traditionellen und kommerziellen Tanz ab und kreierte eine neue Tanzform, die für ihre Erotik und die Betonung des weiblichen Körpers berühmt war.
1962 gab sie das aktive Tanzen auf und wandte sich ausschließlich dem Choreografieren zu. Ab 1972 war sie 12 Jahre lang nur schriftstellerisch tätig und setzte sich für Frauen- und Menschenrechte ein. Sie kehrte 1984 wieder als Choreografin auf die Bühne zurück. 1991 wurde sie mit einem Sangeet Natak Akademi Award in der Sektion Creative Dance/Choreography ausgezeichnet. 2004 wurde sie zum Fellow der Akademie gewählt.
Chandralekha starb am 30. Dezember 2006 kurz vor Mitternacht in Chennai, wo sie bis zuletzt gelebt hatte, an Krebs.